# Octavio Colo
Octavio Colo, vollständiger Name Octavio Agustín Colo González, (* 9. Januar 1994 in Colonia del Sacramento) ist ein uruguayischer Fußballspieler.

## Karriere

### Verein
Der 1,74 große Offensivakteur Colo gehörte mindestens 2012 der U-18-Departamento-Auswahl von Colonia an und gewann mit dieser unter Trainer Carlos Rodríguez in jenem Jahr die Meisterschaft der OFI in dieser Altersklasse. Auf Vereinsebene spielte er zu dieser Zeit für Club Atlético Juventud de Colonia. Dort hatte er seine Karriere auch begonnen. In der Copa Nacional de Clubes belegte er mit 17 erzielten Treffern Platz 2 der Torschützenliste und wurde als bester Spieler des Wettbewerbs ausgezeichnet. 2011 war er zwischenzeitlich für Plaza Colonia in der Quinta División aktiv.
Sodann wechselte der von dem Spielerberatungsunternehmen Basesoccer vertretene Colo im Dezember 2012 zum Club Atlético Peñarol, wo er zunächst für die Mannschaft in der Cuarta División vorgesehen war. Zuvor hatten ebenfalls der argentinische Großklub Boca Juniors und CSD Colotypo Colo aus Chile Interesse an einer Verpflichtung Colos angemeldet. Bei beiden Teams absolvierte er Probetrainings.
Unter Trainer Pablo Bengoechea wurde er in der Vorbereitung auf die Clausura 2015 aus dem Nachwuchsteam in die Erste Mannschaft befördert. und stand fortan im Kader des Erstligateams. Sein Verein wurde in dieser Saison Zweiter in der Uruguayischen Meisterschaft. Er kam jedoch, bedingt auch durch Verletzungen und die Verpflichtung Jonathan Urretaviscayas, über die Rolle des Ergänzungsspielers nicht hinaus. Er verbuchte keinerlei Einsätze in Pflichtspielen der Profis und war schließlich lediglich Teil des Teams in der Tercera División. Im August 2015 wurde er innerhalb der Liga an den Aufsteiger Villa Teresa ausgeliehen, wobei die Leihe zunächst auf eine Dauer von sechs Monaten ausgelegt war. Sein Debüt in der Primera División feierte er in der Apertura am 22. August 2015 bei der 2:3-Heimniederlage gegen die Montevideo Wanderers, als er von Trainer Vito Beato in der 71. Spielminute für Diego Martiñones eingewechselt wurde. In der Saison 2015/16, die für den Klub mit dem sofortigen Wiederabstieg endete, bestritt er 16 Erstligabegegnungen und schoss ein Tor. Nach kurzzeitiger Rückkehr zu Peñarol folgte ab Mitte Juli 2016 eine weitere Leihstation. Aufnehmender Verein war dieses Mal der Racing Club de Montevideo. Dort lief er in der Saison 2016 in lediglich einer Erstligapartie (kein Tor) auf und kehrte Anfang Januar 2017 zu Peñarol zurück. Ende Januar 2017 wurde er an Plaza Colonia ausgeliehen und absolvierte in der Folgezeit sieben Erstligapartien (kein Tor). Ab Mitte Juli 2017 schloss sich eine weitere Ausleihe zu Villa Teresa an.

### Nationalmannschaft
In einer vom Trainerstab um Fabián Coito getroffenen Vorauswahl für die eventuell für den uruguayischen U-22-Kader bei den Panamerikanischen Spielen 2015 in Toronto zu nominierenden Spielern fand er ebenso Berücksichtigung, wie in dem am 19. Mai 2015 bekanntgegebenen vorläufigen Kader. Für die Spiele wurde er letztlich jedoch nicht nominiert.